# Comtat d'Egisheim
El comtat d'Egisheim fou una jurisdicció feudal del Sacre Imperi Romanogermànic a Alsàcia. Pertanyia als comtes de Nordgau o Baixa Alsàcia.
Comtes documentats són Hug III (vers 900) i Eberard IV (fill de l'anterior, comte vers 934/940) de la Baixa Alsàcia (Nordgau). Va seguir el seu fill Hug IV comte de la Baixa Alsàcia i comte d'Egisheim (972-984) que va cedir Egisheim el seu germà Gerard I (984-1009) mentre el fill d'Hug IV, Eberard V, va rebre Nordgau (984-999) però va renunciar i va cedir Nordgau (Baixa Alsàcia) al seu fill Hug V (vers 984-1049) si bé es va reservar Dagsburg.
El comtat de Dagsburg va seguir una línia pròpia. Vegeu comtat de Dagsburg.
Gerard I comte d'Egisheim va morir vers 1009 i el va succeir el seu fill Gerard II (1009-1038). Aquí es presenten algunes diferències genealògiques, ja que mentre uns fan a Gerard II fill de Gerard I, altres com la Fundació per la Genealogia Medieval (Medieval Lands) citada a les referències, donen bons arguments per fer-lo fill d'Hug V. En la primera opció Gerard I fou seguit pel seu fill Gerard II (+1038) i després pel fill d'aquest, Gerard III (+1075). En la segona Gerard I fou seguit pel seu nebot Gerard II (+1038) i aquest pel seu germà Hug VI (+1050 o 1065) i aquest pel seu fill Gerard III (+ després del 1098).
La successió segueix confusa. Gerard (IV) assenyalat com a fill de Gerard III, fou comte d'Alsàcia, comte de Châtenois i duc de l'Alta Lorena (1049-1070) però hauria mort abans que el pare, ja que no consta que fos comte d'Egisheim i més probablement hi ha una mala identificació entre un Gerard IV d'Egisheim fill de Gerard III i Gerard I de Lorena fill de Gerard IV de Metz o Gerard de Bourzonville, que són persones diferents (vegeu comtat de Metz per la branca dels Etiocònides de Metz que origina la confusió). També la versió que Gerard III hauria heretat Dagsburg el 1098 (o fins i tot el 1089) és poc probable.
A Gerard IV el va succeir el seu fill Dieteric II (Thierry II el Valent) que fou també duc de l'Alta Lorena. El 1075 a la mort de Gerard III d'Egisheim, es va fer un arranjament i aquest comtat va passar a la seva filla Heilwig (que no s'ha de confondre amb la Heilwig germana d'Hug VII de Dagsburg), que es va casar amb Gerard de Vaudémont (germà de Dieteric i fill de Gerard IV) que així van governar Egisheim. No és clar si Simó I el Gras, duc de Lorena (Alta), fou el seu fill o el fill de Dieteric (Thierry), però en tot cas fou l'hereu únic (duc de Lorena 1115-1139). Les terres d'Egisheim va quedar unides a Lorena i en part van ser donades als bisbe d'Estraburg.

## Llista de comtes
- Hug (IV) vers 972-984
- Gerard I 984-1009 (germà)
- Gerard II 1009-1038 (fill)
- Gerard III 1038-1075/1098 (fill) comte d'Egisheim. Casat amb Ricarda.
- Heilwig 1075-1118 comtessa d'Egisheim (filla)
- Gerard de Vaudemont (marit, fill de Gerard IV que havia mort el 1070)